# Esporte Clube Villa Real
O Esporte Clube Villa Real é um clube brasileiro de futebol da cidade de Machado, no estado de Minas Gerais.O clube atualmente está na Segunda Divisão do Campeonato Mineiro. O clube foi fundado em 2021, originalmente na cidade de Juiz de Fora, porém, em 3 de abril de 2024, anunciou sua mudança para Machado.

## História
O Villa Real é uma equipe de futebol profissional de Machado, fundado em Juiz de Fora. Idealizado no final de 2019, pela iniciativa de três amigos. O nome do clube é uma homenagem a Juiz de Fora, uma vez que o “Villa”, vem de Vila do Santo Antônio do Paraibuna (que posteriormente se tornou Bairro Santo Antônio) e o “Real” fazendo referência a Estrada Real que corta o Bairro Juiz-Forano, que inicialmente receberia o Centro de Treinamento do Clube. 
Fez sua estreia profissional na Segunda Divisão do Campeonato Mineiro em 2022. Classificou para a segunda fase com 13 pontos em 7 jogos, terminando na vice liderança do Grupo B. Na segunda fase enfrentou o Nacional de Uberaba por 2 - 0 e se classificou as quartas de final mas sendo eliminado pelo Itabirito por que teve melhor campanha na primeira fase.  
Na Segunda Divisão de 2023, ficou em 3º lugar do Grupo B, portanto, não conseguiu se classificar para a Fase Final.
Em 3 de abril de 2024, anunciou sua mudança para a cidade de Machado e a saída do presidente Allan Ribeiro. Sem detalhar os motivos pela troca de cidade, o então presidente, disse que a mudança para o Sul de Minas se deve àquilo que o município vai proporcionar ao projeto.